# The Adventures of Big Handsome Guy and His Little Friend
The Adventures of Big Handsome Guy and His Little Friend è un cortometraggio del 2005 diretto da Jason Winer.